# Gare d'Avenches
La gare d'Avenches est une gare ferroviaire située sur le territoire de la commune suisse d'Avenches, dans le canton de Vaud.

## Situation ferroviaire
La gare d'Avenches est située au point kilométrique 69,1 de la ligne Palézieux – Lyss, aussi appelée ligne de la Broye longitudinale, à 438 mètres d'altitude.
Elle dispose de trois voies dont une en impasse et deux formant un point de croisement, ainsi que d'un quai central et un quai latéral.

## Histoire
La gare d'Avenches est ouverte le 25 août 1876 par la Compagnie de la Suisse occidentale qui met en service ce jour-là les lignes Palézieux – Morat et Fribourg – Payerne. La compagnie met en service le tronçon Payerne – Yverdon le 1er février 1877.
Deux élus d'Avenches, anciens employés des CFF, ont mis en service à l'été 2013 une ligne d'autobus baptisée « Aventibus » pour desservir la commune.

## Service des voyageurs

### Accueil
Gare des CFF, elle est dotée d'un bâtiment voyageurs prolongé par une marquise ainsi que d'un abri sous lequel se situe un distributeur automatique de titres de transport.
La gare est partiellement accessible aux personnes à mobilité réduite.

### Desserte

#### RER Vaud
La gare fait partie du réseau RER Vaud. Avenches est desservie par la ligne S9 reliant Lausanne à Chiètres chaque heure et par les quelques trains de la ligne S8 reliant Palézieux à Payerne et prolongés jusqu'en gare d'Avenches. Ensemble, les deux lignes offrent une cadence à la demi-heure entre Avenches et Lausanne (correspondance avec l'IR15 une fois sur deux à Palézieux). Elles sont exploitées par les CFF.

#### RER bernois
La gare fait partie du réseau RER bernois. Avenches est desservie à quelques heures de la journée par la ligne S5, exploitée par le BLS et reliant Morat à Berne, lorsqu'elle est prolongée jusqu'en gare de Payerne.

### Intermodalité
La gare d'Avenches est desservie par plusieurs lignes routières exploitées par CarPostal à savoir les lignes 533 (aussi appelée Aventibus) reliant Oleyres à la plage d'Avenches via la gare d'Avenches, 535 reliant la gare d'Avenches à celle d'Anet, 538 reliant Avenches à Salavaux, prolongées exceptionnellement à Mur et 540 entre la gare d'Avenches et Cudrefin.
Elle est également desservie par les Transports publics fribourgeois via les lignes d'autobus 544 reliant la gare de Fribourg à Gletterens via la gare de Domdidier, 556 allant de Villarepos à Rueyres-les-Prés via Domdidier et Gletterens ainsi que par la ligne nocturne N14 reliant la gare de Fribourg à Vallon.